# Jan I van Holland
Jan I (1284 — Haarlem, 10 november 1299) was graaf van Holland en zoon van Floris V van Holland en Beatrijs van Vlaanderen.

## Biografie

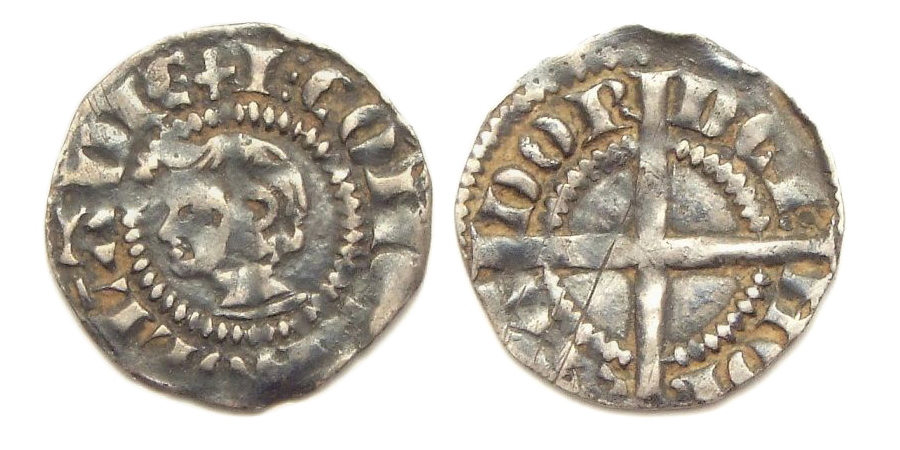
Holland, penning of 'kopje' met portret van Jan I.

Jan werd direct na zijn geboorte verloofd met Elisabeth, de dochter van Eduard I van Engeland aan wiens hof hij ook vanaf 1291 werd opgevoed. Na de dood van zijn vader, in 1296, waarin ook Eduard I een grote rol speelde, aarzelde de koning om hem terug te sturen naar Holland. Hij liet een aantal Engelsgezinde edelen naar Engeland komen, onder wie Jan III van Renesse en Wolfert I van Borselen. Op 7 januari 1297 huwde de 14-jarige Jan Elisabeth van Rhuddlan, dochter van de Engelse koning, en mocht hij eind januari, evenwel zonder zijn vrouw, naar Holland terugkeren, onder de belofte dat hij zich hield aan de door de koning toegevoegde raadslieden. Bijna een jaar later, op 10 november 1297, kon hij zijn vrouw in Zeeland ophalen.
In eerste instantie stond de jonge graaf geheel onder invloed van Jan van Renesse. Op 30 april 1297 droeg Jan I, na een machtsstrijd tussen de twee raadsheren, echter het bestuur over aan Wolfert I van Borselen, tot aan zijn vijftiende verjaardag. Na een conflict met het stadsbestuur van Dordrecht werd Van Borselen op 1 augustus 1299 in Delft vermoord. Hierna benoemden de steden Jan van Avesnes, graaf van Henegouwen, als regent en op 27 oktober 1299 droeg Jan I de regering voor een periode van vijf jaar aan hem over. Twee weken later stierf Jan aan dysenterie, vijftien jaar oud, en met hem stierf ook het Hollandse Huis uit.
Omdat hij geen directe troonopvolgers had, ging het graafschap naar Jan van Avesnes, graaf van Henegouwen (als Jan II van Holland en Zeeland), zoon van zijn oudtante, Aleid van Holland. Dit was de grondslag voor een personele unie tussen het graafschap Holland en het graafschap Henegouwen, die tot na de Beierse Tijd zou duren. Elisabeth keerde in de zomer van 1300 naar Engeland terug. Pas in 1309 werd een regeling getroffen voor de uitbetaling van haar weduwengoed.

## Voorouders
| Voorouders van Jan I van Holland | Voorouders van Jan I van Holland                                                  | Voorouders van Jan I van Holland                                                  | Voorouders van Jan I van Holland                                                  | Voorouders van Jan I van Holland                                                  | Voorouders van Jan I van Holland                                                        | Voorouders van Jan I van Holland                                                        | Voorouders van Jan I van Holland                                                  | Voorouders van Jan I van Holland                                                  |
| -------------------------------- | --------------------------------------------------------------------------------- | --------------------------------------------------------------------------------- | --------------------------------------------------------------------------------- | --------------------------------------------------------------------------------- | --------------------------------------------------------------------------------------- | --------------------------------------------------------------------------------------- | --------------------------------------------------------------------------------- | --------------------------------------------------------------------------------- |
| Overgrootouders                  | Floris IV van Holland (1210 - 1234) ∞ 1224 Machteld van Brabant (1200 - 1267)     | Floris IV van Holland (1210 - 1234) ∞ 1224 Machteld van Brabant (1200 - 1267)     | Otto het Kind (1204 - 1252) ∞ 1228 Machteld van Brandenburg (1210 - 1261)         | Otto het Kind (1204 - 1252) ∞ 1228 Machteld van Brandenburg (1210 - 1261)         | Willem II van Dampierre (1196 - 1231) ∞ 1223 Margaretha II van Vlaanderen (1202 - 1280) | Willem II van Dampierre (1196 - 1231) ∞ 1223 Margaretha II van Vlaanderen (1202 - 1280) | Robrecht VII van Béthune (1200 - 1248) ∞ Elisabeth de Morialmez (ca. 1200 - )     | Robrecht VII van Béthune (1200 - 1248) ∞ Elisabeth de Morialmez (ca. 1200 - )     |
| Grootouders                      | Willem II van Holland (1227 - 1256) ∞ 1247 Elisabeth van Brunswijk (1235 - 1266)  | Willem II van Holland (1227 - 1256) ∞ 1247 Elisabeth van Brunswijk (1235 - 1266)  | Willem II van Holland (1227 - 1256) ∞ 1247 Elisabeth van Brunswijk (1235 - 1266)  | Willem II van Holland (1227 - 1256) ∞ 1247 Elisabeth van Brunswijk (1235 - 1266)  | Gwijde van Dampierre (1226 - 1305) ∞ 1246 Mathilde van Béthune (ca. 1230 - 1264)        | Gwijde van Dampierre (1226 - 1305) ∞ 1246 Mathilde van Béthune (ca. 1230 - 1264)        | Gwijde van Dampierre (1226 - 1305) ∞ 1246 Mathilde van Béthune (ca. 1230 - 1264)  | Gwijde van Dampierre (1226 - 1305) ∞ 1246 Mathilde van Béthune (ca. 1230 - 1264)  |
| Ouders                           | Floris V van Holland (1254 - 1296) ∞ 1269 Beatrix van Vlaanderen (1253/54 - 1296) | Floris V van Holland (1254 - 1296) ∞ 1269 Beatrix van Vlaanderen (1253/54 - 1296) | Floris V van Holland (1254 - 1296) ∞ 1269 Beatrix van Vlaanderen (1253/54 - 1296) | Floris V van Holland (1254 - 1296) ∞ 1269 Beatrix van Vlaanderen (1253/54 - 1296) | Floris V van Holland (1254 - 1296) ∞ 1269 Beatrix van Vlaanderen (1253/54 - 1296)       | Floris V van Holland (1254 - 1296) ∞ 1269 Beatrix van Vlaanderen (1253/54 - 1296)       | Floris V van Holland (1254 - 1296) ∞ 1269 Beatrix van Vlaanderen (1253/54 - 1296) | Floris V van Holland (1254 - 1296) ∞ 1269 Beatrix van Vlaanderen (1253/54 - 1296) |
| Jan I van Holland (1284 - 1299)  |                                                                                   |                                                                                   |                                                                                   |                                                                                   |                                                                                         |                                                                                         |                                                                                   |                                                                                   |